# Agathosma florulenta
Agathosma florulenta är en vinruteväxtart som beskrevs av Otto Wilhelm Sonder. Agathosma florulenta ingår i släktet Agathosma och familjen vinruteväxter. Inga underarter finns listade i Catalogue of Life.